# Littérature orale polynésienne
 (septembre 2018).
La littérature orale polynésienne correspond à l'ensemble des récits, mythes, légendes et traditions orales des différentes îles de Polynésie en Océanie. Cette aire culturelle est issue de la colonisation des îles du Pacifique par les austronésiens qui, une fois entrés en Polynésie par l'archipel des Fidji depuis l'Asie du Sud Est, deviennent les Polynésiens en poursuivant vers l'est. Les différentes langues polynésiennes sont encore proches et intercompréhensibles.

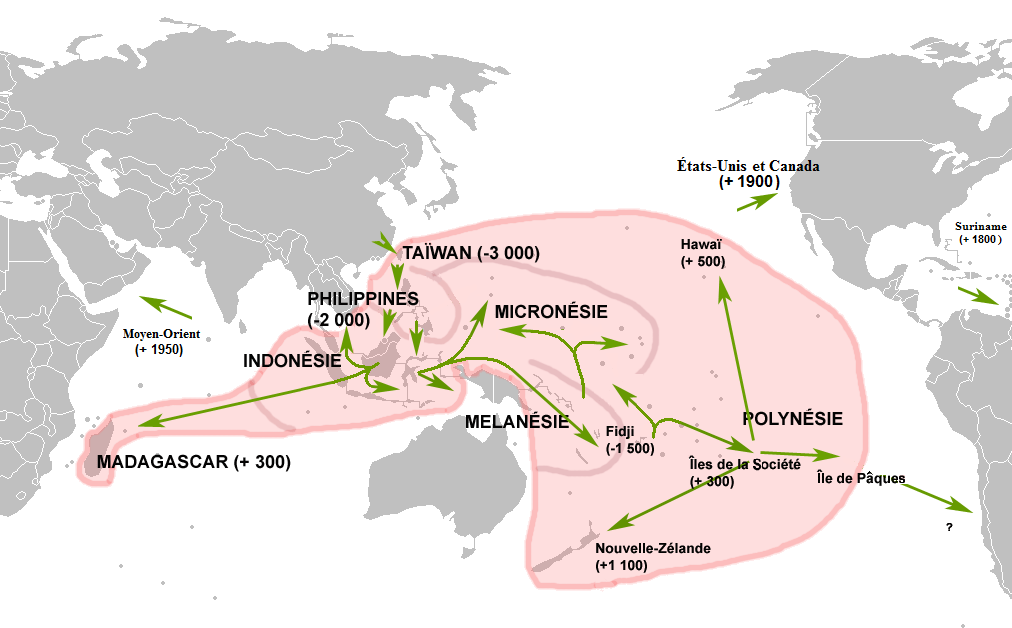
Carte du peuplement de l'Océanie par les austronésiens puis les polynésiens.

## De l'oral à l'écrit
Ces îles partagent un certain nombre de traditions orales considérées généralement comme des légendes exotique ou des mythes ; mais bien souvent interprétées en Polynésie comme l'histoire véritable des temps anciens (temps du « po ») et des ancêtres divinisés (« atua »). Ce hiatus s'explique par la difficulté d'interprétation de tels récits. Ceux-ci utilisent abondamment la forme allégorique. C'est ainsi qu'un poisson par exemple symbolisera parfois une île ; pêcher un poisson, découvrir une île etc. Les narrateurs vont aussi jouer sur les sonorités ou la polysémie des mots car la forme et le fond sont ici intimement liés.
Le vecteur utilisé originellement a en effet son importance. L’oralité a par essence une souplesse que ne permet pas l’écrit. Si d’une version à l’autre la trame demeure identique, celle-ci va pouvoir se conjuguer à l’infini selon le lieu, le narrateur et les circonstances d’énonciation. Contrairement aux conceptions historiques occidentales où dans l’absolu la connaissance du passé doit amener une meilleure compréhension du présent, il ne s’agit pas ici tant de comprendre que de justifier ou de (dé)légitimer une situation présente. 
L’exemple des généalogies dont les versions sont multiples et souvent contradictoires l'illustre parfaitement. 
C’est en effet à l’ancienneté d’une chefferie que l’on reconnaît non seulement sa légitimité politique mais que se fonde également son assise foncière et son prestige. 
En cas de changements politiques, et cela arriva souvent, la nouvelle lignée au pouvoir se doit d’avoir à son tour la généalogie la plus ancienne, quitte à lui ajouter quelques générations ou à emprunter ici ou là des ancêtres à la dynastie précédente. 
Dans ce cas, le narrateur toujours très prudent préfère généralement utiliser le mode allusif. 
Car lorsque l’on touche à des récits aussi fondamentaux que l’origine des chefferies dont les implications politiques et foncières peuvent dans certains archipels être ressenties jusqu’à aujourd’hui, sans doute vaut-il mieux garder une certaine opacité sur la question, laissant la porte ouverte à plusieurs interprétations : dévoiler sans trop parler, dissimuler tout en parlant.
Chaque île, chaque tribu, chaque clan voire chaque narrateur a sa propre version ou interprétation de tel ou tel cycle narratif. 
Le passage de l'oral à l'écrit va néanmoins changer la donne. Lorsque les missionnaires puis administrateurs, anthropologues ou ethnolinguistes recueillent puis parfois publient ces récits (en donnant rarement la version en langue), ils en modifient profondément la nature même. 
En fixant à jamais sur papier ce qui jusqu'alors pouvait être reformulé quasiment à l'infini, ils font certes œuvre de conservation patrimoniale en même temps qu'ils donnent bien souvent uniquement une version d'un narrateur délivrée à un moment donné.
Certains Polynésiens comprennent néanmoins l'intérêt et le danger de ce nouveau mode de transmission. C'est ainsi que dès le milieu du XIXe siècle, nombre d'entre eux compilent par écrit leur généalogie, l'histoire et l'origine de leur tribu, ainsi que divers récits.
Ces écrits, connus sous le nom de « puta Tumu » (livre des origines), « puta Tupuna » (livre des ancêtres) aux Australes, « whakapapa pukapuka » (livre des généalogies) ou « family books » selon les archipels, sont parfois toujours jalousement conservés par les chefs de familles. 
D'autres auraient disparu ou auraient été détruits. 
C'est ainsi que Makea Takau Ariki, ariki du « vaka » (tribu) de Teauotonga (Rarotonga), fait brûler dans les années 1890, tous les « family books » de sa tribu à l'exception du sien, afin que celui-ci devienne l'histoire officielle de la chefferie, sans possibilité de remise en cause. 
Des extraits en ont été publiés à sa demande dans le Journal of the Polynesian Society. 
D'autres encore ont pu être réécrits pour les adapter à une nouvelle situation.
Un autre exemple concerne les écrits de Wiremu Te Rangikāheke (?-1896), qui constituent la source principale du recueil de récits de George Grey intitulé « Polynesian Mythology ». Cet ouvrage étant devenu une référence de la littérature orale maori, les versions qui y sont présentées sont peu à peu devenues les récits officiels de l'ensemble des Maoris de Nouvelle-Zélande, alors même que chaque tribu a ses propres récits, sa propre histoire et origine.

## Typologie du récit polynésien
Il est possible de distinguer plusieurs types de récits en fonction de la forme et du fond. Bien que les frontières entre ces catégories peuvent être parfois perméables. Une épopée historique pourra par exemple être narrée comme un conte pour enfant ou chantée sous forme de comptine et vice versa. L'oraliture polynésienne est aussi l'art de l'adaptation permanente au contexte narratif et au statut social de l'interlocuteur ; d'où l'importance pour leur interprétation de connaître avec exactitude l'auteur et le contexte dans lequel ils furent recueillis. Voici un exemple de typologie de ces récits par classes d'âge des destinataires :
- Contes et légendes pour enfants

Appelés « a'ai/'a'amu » en tahitien ou « ua » en maori des îles Cook, ces récits avaient une fonction avant tout éducative, s'apparentant à une « leçon de chose » : respecter un aîné ou comment un frère aîné a toujours besoin de son cadet, apprendre le nom des plantes, des animaux, savoir tresser, pêcher ou encore planter le taro (ex : « Le rat et le poulpe » ; « légende de l'arbre à pain »).
Ces contes étaient narrés aux enfants par les parents proches, le plus souvent la mère.
- Les « ūtē » pour adolescents[Note 6]

Les « ūtē » sont des chants improvisés aux paroles plus ou moins facétieuses, exécutés au cours des « bringues » locales. (voir lien externe)
- Épopées historiques et récits généalogiques pour initiés

Ceux-ci étaient généralement l'affaire de spécialistes, appelés selon les îles 'orero (Tahiti), tumu korero (îles Cook), Rongorongo (île de Pâques), 'Ono'ono (îles Marquises). Seuls les hommes étaient formés à la fonction dans des écoles spécialisées (« are korero » « fare vana'a ») dès leur plus jeune âge.

Ces récits pouvaient prendre plusieurs formes, chantés, psalmodiés ou plus simplement récités en fonction de telle ou telle cérémonie (investiture d'un nouvel ariki ou mataiapo, deuil, naissance ou encore mariage). Ils s'accompagnaient d'une gestuelle particulière agrémentes parfois d'objets rituels. 

« Les orateurs ou récitateurs maori ajoutaient une certaine emphase à leur discours ou à leurs récitations par le jeu d'une massue finement gravée qu'ils tenaient à la main. Les généalogistes se servaient d'un bâton garni d’encoches représentant les ancêtres […] Les prêtres de Tahiti et des Tuamotu symbolisaient les poèmes liturgiques par un bâton ou par un objet en paille tressée qu'ils déposaient sur l'autel chaque fois qu'ils avaient terminé leur récitation. […] Les bardes (onoono) des Marquises associaient leurs poèmes liturgiques à des objets qui bien que d'aspects fort différent, étaient du même ordre que les autres : c'étaient de petites poches de fibre de coco tressées d'où se détachaient des cordelettes à nœud. »

Quelques exemples des cycles narratifs les plus connus :
- Rangi et Papa (ou Ātea, Wākea, Vātea et Papa) ;
- Maui ;
- Tangaroa, Kanaloa, Ta'aroa.

## Enjeux actuels
De nos jours, ces récits ont pu prendre dans certains archipels une tout autre dimension. Outre les reconstitutions pour touristes ou celles liées au renouveau identitaire, ce sont sur ceux-ci et plus particulièrement sur les généalogies que s'appuie une bonne partie de la législation foncière actuelle que ce soit aux îles Cook ou dans une moindre mesure en Nouvelle-Zélande. En effet, dès la fin du XIXe et au début du XXe siècle, les autorités néo-zélandaises mirent en place des tribunaux fonciers. Il s'agissait alors de déterminer les titres de propriété foncière et les droits de succession de chacun à partir du recueil systématique des récits traditionnels. Ceux-ci font l'objet depuis de remises en cause perpétuelles et sont sources régulières de polémiques et de procès fleuves.
Le nouveau statut de 2004 vit la mise en place pour la Polynésie française d'un tribunal foncier qui a pour objet d'apaiser les conflits et jouer en pratique un rôle de préparation, voire de filtrage, des audiences devant le tribunal, ce dernier relevant des procédures du droit civil français.
L'art oratoire traditionnel orero renaît.

## Évocations dans les arts et postérité
Le poète français parnassien Leconte de Lisle s'inspire librement de la mythologie polynésienne pour son poème La Genèse polynésienne dans son recueil Poèmes barbares publié le 10 mai 1857 dans la Revue française et repris depuis dans le recueil Poèmes barbares.
Au cinéma, le film d'animation Vaiana : La Légende du bout du monde, réalisé par Ron Clements et John Musker et produit par les studios Disney en 2016, s'inspire librement de plusieurs personnages de la mythologie polynésienne.

## Renouveau pour le ‘orero
L'art oratoire traditionnel, ‘orero, serait en renaissance,,,,.